# Pachnoda marginata
Pachnoda marginata (лат.) — вид жуков из подсемейства бронзовок, с большим количеством подвидов, обитающий в Западной и Центральной Африке.
Длина тела 20—25 мм. Обитают прежде всего на деревьях и кустах, питаются плодами, лепестками и соком растений. Продолжительность жизни самок — 7 месяцев, самцов — 5 месяцев. Самка откладывает до 178 яиц в землю . Через 3—4 недели вылупляется личинки белого цвета, большие, С-образные, без коготков на ногах, способные передвигаться на спине. Развиваются в разлагающихся растительных остатках: гнилой древесине, компосте, лесной подстилке, почве.
Жуков часто содержат в террариуме. Кормят нарезанными бананами.

## Подвиды
- Pachnoda marginata aurantia (Herbst, 1790)
- Pachnoda marginata cerandi Rigout, 1984
- Pachnoda marginata fernandezi Rigout, 1984
- Pachnoda marginata marginata (Drury, 1773)
- Pachnoda marginata mirei Ruter, 1963
- Pachnoda marginata murielae Rigout, 1987
- Pachnoda marginata perigrina Kolbe, 1906
- Pachnoda marginata rougeoti Rigout, 1992
- Pachnoda marginata tunisiensis Rigout, 1984